# Barjonia glazioui
Barjonia glazioui là một loài thực vật có hoa trong họ La bố ma. Loài này được Marquete mô tả khoa học đầu tiên năm 1979.